# Bo z dziewczynami (album)
Bo z dziewczynami – dziewiąty longplay polskiego piosenkarza Jerzego Połomskiego, wydany w 1975 roku nakładem wydawnictwa muzycznego Polskie Nagrania „Muza”. Album zawiera 11 utworów wykonywanych przez wokalistę.
Wydano również reedycję albumu na płycie kompaktowej, która ukazała się nakładem tej samej wytwórni płytowej.

## Lista utworów
Opracowano na podstawie materiału źródłowego.
Strona A
1. „Bo z dziewczynami” (muz. Stefan Rembowski, sł. Andrzej Bianusz)
2. „Nie będzie, nie będzie” (muz. Włodzimierz Korcz, sł. Roman Sadowski)
3. „Kochaj mnie mniej” (muz. Jerzy Andrzej Marek, sł. Adam Kreczmar)
4. „Moja prośba niewielka o sen” (muz. Nina Pilichowska, sł. Ireneusz Iredyński)
5. „Była najważniejsza” (muz. Zygmunt Apostoł, sł. Jerzy Kleyny)
6. „Iść za marzeniem” (muz. Adam Skorupka, sł. Jacek Korczakowski)

Strona B
1. „Dziewczyny takie są” (muz. Adam Skorupka, sł. Andrzej Bianusz)
2. „Taką Cię mam, jakiej Cię chciałem” (muz. Adam Skorupka, sł. Adam Kreczmar)
3. „Rano raniutko” (muz. Włodzimierz Korcz, sł. Agnieszka Osiecka)
4. „Co robić gdy mgła” (muz. Wojciech Piętowski, sł. Jerzy Miller)
5. „Nie żałuj dni” (muz. Jerzy Andrzej Marek, sł. Zbigniew Gozdawa, Wacław Stępień)